# Il était une fois (film, 1933)
Pour les articles homonymes, voir Il était une fois.
Pour plus de détails, voir Fiche technique et Distribution.
Il était une fois est un film français réalisé par Léonce Perret et sorti en 1933. Le film est tiré d'une pièce éponyme de 1932 en 3 actes et 6 tableaux de Francis de Croisset, dont il reprend une partie de la distribution.

## Synopsis
Une jeune femme, après une opération de chirurgie esthétique, devient belle, pas seulement physiquement, mais aussi moralement et va quitter la bande de malfrats dont elle faisait partie.

## Fiche technique
- Réalisation : Léonce Perret
- Scénario : Léonce Perret, d'après la pièce Il était une fois..., de Francis de Croisset, texte paru dans La Petite Illustration N° 305 du 30-7-1932.
- Décors : Guy de Gastyne
- Photographie : Victor Arménise
- Caméraman :  Henri Barreyre
- Musique : Maurice Delannoy, Maurice Thiriet
- Directeur de production : Maurice Gleize
- Société de production :  Pathé-Natan
- Distribution :  Pathé-Natan, puis Pathé Consortium Cinéma, puis Pathé Distribution
- Pays d'origine :  France
- Format :  Noir et blanc - 1,37:1 - 35 mm - Son mono
- Genre : drame
- Métrage : 2275 m
- Durée : 95 minutes[2]
- Tournage : aux studios Pathé-Natan
- Date de sortie : 
  - France : 6 octobre 1933

## Distribution
- Gaby Morlay : Ellen et Mary
- André Luguet : Patrick
- Andrée Ducret : Lady Baconshire
- Jean-Max : Baddington
- Madeleine Geoffroy : Miss Curtis
- Georges Mauloy : le docteur Samwood
- André Dubosc : Lord Leftsbury
- Jean Bara : le petit Bobby
- Gaston Dubosc : Parker
- André Nicolle : Mister Curtis
- Pierre Darmant : Herbett
- Louis Lorsy : John
- Alex Bernard : Alfred
- Pierre Labry
- Pierre Larquey : Redno